# Adenia tisserantii
Adenia tisserantii är en passionsblomsväxtart som beskrevs av A. och R. Fernandes. Adenia tisserantii ingår i släktet Adenia och familjen passionsblomsväxter. Inga underarter finns listade i Catalogue of Life.